# Sejlet
Sejlet (Vela) er et stjernebillede på den sydlige himmelkugle.